# Чай (растение)
 Тази статия е за растението.  За напитката вижте Чай.  
Чаят (Camellia sinensis) е вид растение от семейство Чаеви (Theaceae).
От неговите листа и листни пъпки се произвежда разпространената ободрителна напитка чай.
Произлиза от Южна и Югоизточна Азия, но днес се отглежда в тропичните и субтропични области по целия свят.